# Баулин, Павел Анатольевич
Павел Анатольевич Баулин (род. 16 марта 1972, Туголесский Бор, Московская область) — советский и российский хоккеист, нападающий. Тренер. заслуженный тренер России.

## Биография
Воспитанник ЦСКА. Выступал за команды СКА МВО (1989/90 — 1990/91), ЦСКА-2 (1991/92, 1993/94, 1999/2000), «Дизелист» Пенза (1992/93, 1996/97), «Крылья Советов» (1993/94 — 1994/95), «Крылья Советов-2» (1994/95), «Ференцварош» (Венгрия, 1995/96), «Витязь» Подольск (1997/98 — 1998/99), «МГУ» (1999/2000, 2000/01), «Ривьера» Москва (2000/01).
В 2002—2004 — детский тренер в клубе «Вастомъ». В 2004—2023 годах — тренер СДЮШОР ЦСКА, четырехкратный чемпион России среди клубных команд (в том числе — с командой 1988 года рождения, с командой 1996 года рождения (2013). Тренер сборной России 1991 г. р. (2006—2008). Главный тренер сборной России 1996 г. р. — серебряный призёр хоккейного турнира зимних юношеских Олимпийских игр 2012 года, участник юниорского чемпионата мира 2014 года.
С сезона 2023/24 — главный тренер команды МХЛ «Красная армия». В первый год работы отправился с командой в «Серебряный» дивизион, а затем вывел её обратно в «Золотой».
Летом 2025 года возглавил команду «Академия Михайлова».